# مای زترلینگ
مای زترلینگ (سوئدی: Mai Zetterling; ۲۴ مهٔ ۱۹۲۵ – ۱۷ مارس ۱۹۹۴) هنرپیشه و کارگردان اهل سوئد بود.
او در فیلم دستور کار مخفی بازی کرده‌است.